# Julia Grant
Julia Grant, född 26 januari 1826 i St. Louis i Missouri, död 14 december 1902, var gift med president Ulysses S. Grant och därmed USA:s första dam mellan 1869 och 1877.

## Biografi
Julia Grant var dotter till överste Frederick Dent. Hon mötte sin blivande man när han var stationerad vid det närbelägna Jefferson Barracks och de gifte sig 22 augusti 1848. I äktenskapet föddes tre söner och en dotter.
Julia Grant var en aktiv första dam som stod värdinna för ett stort sällskapsliv i Vita huset, något som välkomnades efter flera år av krig och kriser. Hon spenderade stora summor på detta, men undvek att anklagas för slöseri. Hon ansåg att rollen som första dam skulle formaliseras och ses som en offentlig roll, och att dess innehavare skulle ges samma respekt som utländska monarkers och makthavares fruar. Som ett led i detta ansträngde hon sig för att formalisera sällskapslivet i Vita huset och hierarkin kring hustrurna till alla de andra politiska ämbetsmännen i Washington. Hon införde reglerade offentliga tisdagsmottagningar i Vita huset, där allmänheten togs emot förutsatt att kvinnorna bar hatt och männen var obeväpnade.
Grant var feminist och stödde kvinnors rättigheter och tillät ingen tala nedsättande om kvinnor i Vita huset. Hon uttryckte bland annat ogillande över mormonernas månggifte för män. Hon tog inte offentligt ställning för kvinnlig rösträtt, men det noterades att hon vägrade signera ett upprop mot denna reform. I fråga om rättigheter för afroamerikaner, som var en aktuell fråga efter upphävandet av slaveriet, är uppgifterna motsägelsefulla. Hon växte upp på en slavplantage och hade en personlig kammarjungfru, Jule, som var slav, även om det är oklart om det var Julia Grant som ägde henne, och denna slav var hos henne hela kriget. Å andra sidan uppmanade hon efter kriget de före detta slavarna att köpa sin egen mark, och hon förbjöd heller inte afroamerikaner att närvara vid hennes tisdagsmottagningar, även om ingen afroamerikan någonsin gjorde det.
Julia Grant ligger begravd tillsammans med sin make i Grant's Tomb i New York.
Hennes memoarer är utgivna från trycket.